# Division I 1985-1986
La Division I 1985-1986 è stata la 83ª edizione della massima serie del campionato belga di calcio disputata tra il settembre 1985 e il maggio 1986 e conclusa con la vittoria del Anderlecht, al suo diciannovesimo titolo e secondo consecutivo.
Capocannoniere del torneo fu Erwin Vandenbergh (Anderlecht), con 27 reti.

## Formula
Come nella stagione precedente le squadre partecipanti furono 18 e disputarono un turno di andata e ritorno per un totale di 34 partite.
Le ultime 2 classificate retrocedettero in Division 2.
Le società ammesse alle coppe europee furono cinque: la squadra campione si qualificò alla Coppa dei Campioni 1986-1987, altre tre alla Coppa UEFA 1986-1987 e la vincitrice della coppa nazionale alla Coppa delle Coppe 1986-1987.

## Classifica finale
|    | Classifica                 | G  | V  | N  | P  | GF | GS | Dif | Pt |
| -- | -------------------------- | -- | -- | -- | -- | -- | -- | --- | -- |
| 1  | Anderlecht                 | 34 | 22 | 8  | 4  | 84 | 33 | 51  | 52 |
| 2  | Club Bruges                | 34 | 22 | 8  | 4  | 78 | 34 | 44  | 52 |
| 3  | Standard Liegi             | 34 | 15 | 12 | 7  | 57 | 29 | 28  | 42 |
| 4  | Gent                       | 34 | 15 | 11 | 8  | 51 | 38 | 13  | 41 |
| 5  | KSK Beveren                | 34 | 15 | 10 | 9  | 51 | 37 | 14  | 40 |
| 6  | RFC Liégeois               | 34 | 15 | 9  | 10 | 43 | 35 | 8   | 39 |
| 7  | K. Beerschot VAV           | 34 | 12 | 13 | 9  | 43 | 44 | -1  | 37 |
| 8  | KSV Waregem                | 34 | 14 | 7  | 13 | 49 | 38 | 11  | 35 |
| 9  | Anversa                    | 34 | 11 | 13 | 10 | 38 | 43 | -5  | 35 |
| 10 | KSV Cercle Brugge          | 34 | 12 | 10 | 12 | 55 | 47 | 8   | 34 |
| 11 | KV Mechelen                | 34 | 7  | 17 | 10 | 35 | 46 | -11 | 31 |
| 12 | R. Charleroi SC            | 34 | 11 | 6  | 17 | 41 | 63 | -22 | 28 |
| 13 | RWD Molenbeek              | 34 | 9  | 9  | 16 | 36 | 57 | -21 | 27 |
| 14 | KSC Lokeren                | 34 | 9  | 8  | 17 | 45 | 68 | -23 | 26 |
| 15 | KV Kortrijk                | 34 | 8  | 17 | 9  | 40 | 52 | -12 | 25 |
| 16 | Sérésien                   | 34 | 6  | 13 | 15 | 23 | 39 | -16 | 25 |
| 17 | K. Waterschei SV Thor Genk | 34 | 6  | 10 | 18 | 23 | 56 | -33 | 22 |
| 18 | K. Lierse SK               | 34 | 5  | 11 | 18 | 34 | 67 | -33 | 21 |

### Verdetti
- RSC Anderlecht campione del Belgio 1985-86.
- K. Waterschei SV Thor Genk e K. Lierse SK retrocesse in Division II.